# Thouarsais-Bouildroux
Thouarsais-Bouildroux ist eine ehemalige französische Gemeinde mit 775 Einwohnern (Stand: 1. Januar 2022) im Département Vendée in der Region Pays de la Loire. Sie gehörte zum Arrondissement Fontenay-le-Comte. Die Einwohner werden Thouarsaisiens und Thouarsaisiennes genannt.
Der Erlass des Präfekten vom 13. November 2023 legte mit Wirkung zum 1. Januar 2024 die Eingliederung von Thouarsais-Bouildrouxals als Commune déléguée zusammen mit den früheren Gemeinden Cezais und Saint-Sulpice-en-Pareds zur neuen Commune nouvelle Rives-du-Fougerais fest.

## Geografie
Thouarsais-Bouildroux liegt in der Région naturelle Bocage vendéen etwa 42 Kilometer ostsüdöstlich von La Roche-sur-Yon und etwa 18 Kilometer nordnordwestlich von Fontenay-le-Comte.
Umgeben wird Thouarsais-Bouildroux von den Nachbargemeinden und den Communes déléguées:
| La Caillère-Saint-Hilaire | Bazoges-en-Pareds                           | Saint-Maurice-le-Girard                    |
|                           | Kompassrose, die auf Nachbargemeinden zeigt | Saint-Sulpice-en-Pareds (Commune déléguée) |
| Saint-Laurent-de-la-Salle | Saint-Cyr-des-Gâts                          | Cezais (Commune déléguée)                  |

## Bevölkerungsentwicklung

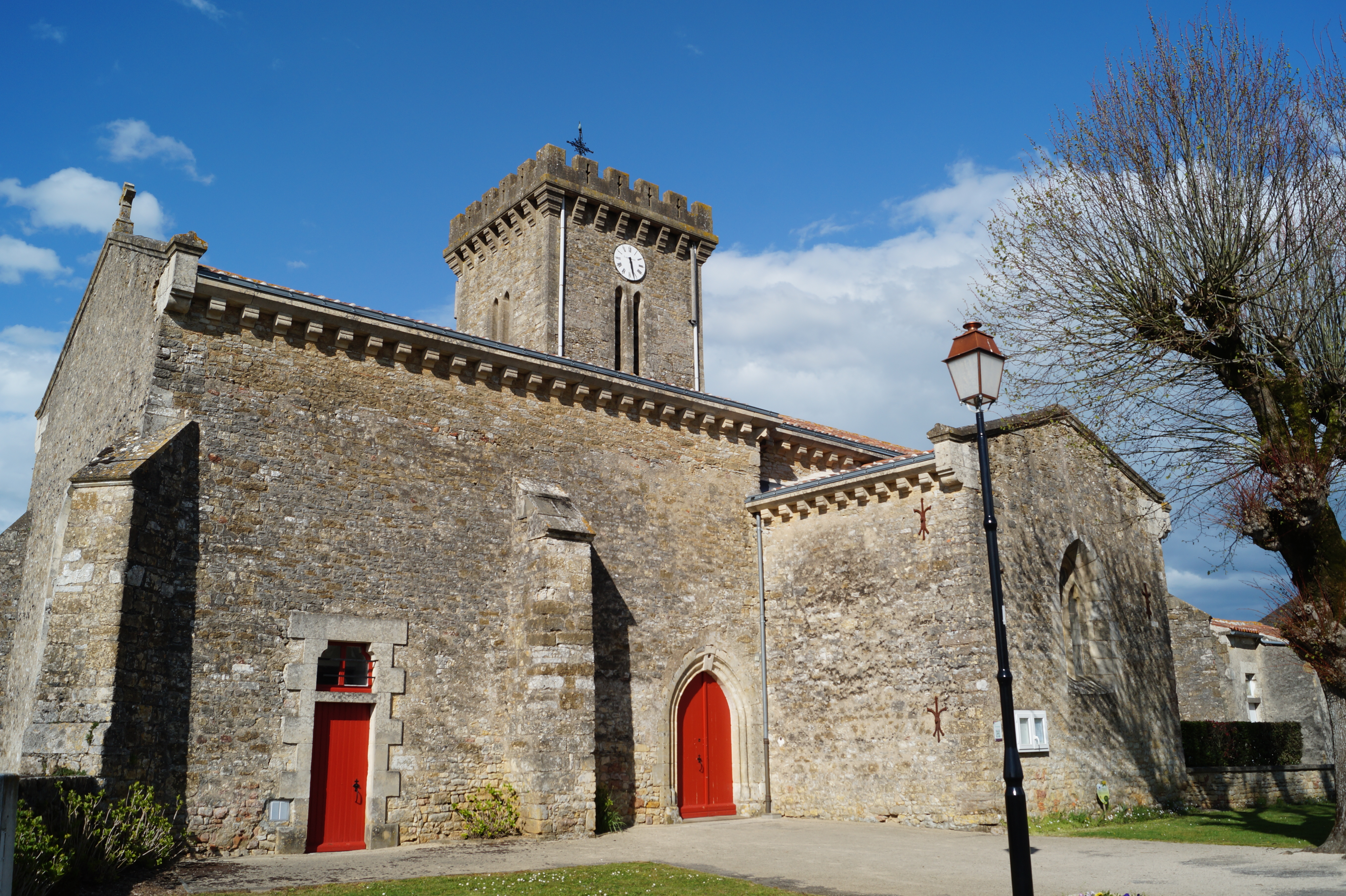
Kirche Notre-Dame-de-l’Assomption

| Thouarsais-Bouildroux: Einwohnerzahlen von 1793 bis 2021                                                                   | Thouarsais-Bouildroux: Einwohnerzahlen von 1793 bis 2021 | Thouarsais-Bouildroux: Einwohnerzahlen von 1793 bis 2021 | Thouarsais-Bouildroux: Einwohnerzahlen von 1793 bis 2021 | Thouarsais-Bouildroux: Einwohnerzahlen von 1793 bis 2021 |
| --- | -------------------------------------------------------- | -------------------------------------------------------- | -------------------------------------------------------- | -------------------------------------------------------- |
| Jahr |                                                          |                                                          |                                                          | Einwohner                                                |
| 1793 | 1793                                                     |                                                          | 1.100                                                    | 1.100                                                    |
| 1800 | 1800                                                     |                                                          | 573                                                      | 573                                                      |
| 1806 | 1806                                                     |                                                          | 635                                                      | 635                                                      |
| 1821 | 1821                                                     |                                                          | 675                                                      | 675                                                      |
| 1831 | 1831                                                     |                                                          | 1.268                                                    | 1.268                                                    |
| 1836 | 1836                                                     |                                                          | 1.240                                                    | 1.240                                                    |
| 1841 | 1841                                                     |                                                          | 1.312                                                    | 1.312                                                    |
| 1846 | 1846                                                     |                                                          | 1.317                                                    | 1.317                                                    |
| 1851 | 1851                                                     |                                                          | 1.252                                                    | 1.252                                                    |
| 1856 | 1856                                                     |                                                          | 1.258                                                    | 1.258                                                    |
| 1861 | 1861                                                     |                                                          | 1.220                                                    | 1.220                                                    |
| 1866 | 1866                                                     |                                                          | 1.224                                                    | 1.224                                                    |
| 1872 | 1872                                                     |                                                          | 1.176                                                    | 1.176                                                    |
| 1876 | 1876                                                     |                                                          | 1.196                                                    | 1.196                                                    |
| 1881 | 1881                                                     |                                                          | 1.271                                                    | 1.271                                                    |
| 1886 | 1886                                                     |                                                          | 1.271                                                    | 1.271                                                    |
| 1891 | 1891                                                     |                                                          | 1.282                                                    | 1.282                                                    |
| 1896 | 1896                                                     |                                                          | 1.273                                                    | 1.273                                                    |
| 1901 | 1901                                                     |                                                          | 1.221                                                    | 1.221                                                    |
| 1906 | 1906                                                     |                                                          | 1.183                                                    | 1.183                                                    |
| 1911 | 1911                                                     |                                                          | 1.154                                                    | 1.154                                                    |
| 1921 | 1921                                                     |                                                          | 1.053                                                    | 1.053                                                    |
| 1926 | 1926                                                     |                                                          | 1.007                                                    | 1.007                                                    |
| 1931 | 1931                                                     |                                                          | 989                                                      | 989                                                      |
| 1936 | 1936                                                     |                                                          | 993                                                      | 993                                                      |
| 1946 | 1946                                                     |                                                          | 971                                                      | 971                                                      |
| 1954 | 1954                                                     |                                                          | 964                                                      | 964                                                      |
| 1962 | 1962                                                     |                                                          | 854                                                      | 854                                                      |
| 1968 | 1968                                                     |                                                          | 737                                                      | 737                                                      |
| 1975 | 1975                                                     |                                                          | 690                                                      | 690                                                      |
| 1982 | 1982                                                     |                                                          | 669                                                      | 669                                                      |
| 1990 | 1990                                                     |                                                          | 675                                                      | 675                                                      |
| 1999 | 1999                                                     |                                                          | 643                                                      | 643                                                      |
| 2006 | 2006                                                     |                                                          | 676                                                      | 676                                                      |
| 2013 | 2013                                                     |                                                          | 736                                                      | 736                                                      |
| 2021 | 2021                                                     |                                                          | 775                                                      | 775                                                      |
| Quelle(n): EHESS/Cassini bis 1999, INSEE ab 2006 Anmerkung(en): Ab 1962 offizielle Zahlen ohne Einwohner mit Zweitwohnsitz |                                                          |                                                          |                                                          |                                                          |

## Sehenswürdigkeiten
- Kirche Notre-Dame-de-l’Assomption in Thouarsais aus dem 14. Jahrhundert
- Kirche Saint-Martin in Bouildroux aus dem 13. Jahrhundert